# Bernard Lloyd
Bernard Lloyd (Newport, 1934. január 30. – 2018. december 12.) walesi színész.

## Filmjei
Mozifilmek
- Az ifjú Viktória királynő (The Young Victoria) (2009)

Tévéfilmek
- The Spread of the Eagle (1963)
- A Farewell to Arms (1966)
- A pályaőr (The Signalman) (1976, rövidfilm)
- Rettegés Londonban (The Glory Boys) (1984)
- Hitler's S.S.: Portrait in Evil (1985)
- A Dangerous Man: Lawrence After Arabia (1992)
- Food for Ravens (1997)
- Karácsonyi ének (A Christmas Carol) (1999)

Tévésorozatok
- The Barnstormers (1964, két epizódban)
- Emergency-Ward 10 (1965, hét epizódban)
- Redcap (1965, egy epizódban)
- Mr. John Jorrocks (1966, hat epizódban)
- No Hiding Place (1967, egy epizódban)
- Mickey Dunne (1967, egy epizódban)
- ITV Playhouse (1967, egy epizódban)
- The Love School (1975, két epizódban)
- Softly Softly: Task Force (1975, egy epizódban)
- Crown Court (1976, egy epizódban)
- A Woman’s Place? (1978, egy epizódban)
- The Deep Concern (1979, hat epizódban)
- Lytton’s Diary (1985–1986, 12 epizódban)
- Bust (1988, egy epizódban)
- Inspector Morse (1989, egy epizódban)
- Screen Two (1990, egy epizódban)
- Agatha Christie: Poirot (Poirot) (1995, egy epizódban)
- Baleseti sebészet (Casualty) (1995, 2008, három epizódban)
- McCallum (1997, egy epizódban)
- Coronation Street (1998, egy epizódban)
- Trial & Retribution (2009, egy epizódban)
- Lewis (2010, egy epizódban)
- Kisvárosi gyilkosságok (Midsomer Murders) (2011, egy epizódban)